# Enix (Almería)
Enix ist eine spanische Gemeinde in der Comarca Poniente Almeriense der Provinz Almería in der Autonomen Gemeinschaft Andalusien. Die Bevölkerung von Enix bestand im Jahr 2024 aus 598 Einwohnern. 

## Geografie
Der Ort liegt in dem östlichen Teil der Sierra de Gádor, in einem steinigen Gebirgsflachland. Die Gemeinde grenzt an Alhama de Almería, Almería, Bentarique, Felix, Gádor, Instinción, Roquetas de Mar, Santa Fe de Mondújar, Terque und Vícar.

## Geschichte
Der Name des Ortes geht wahrscheinlich auf das germanische Wort Nix zurück. Zur Zeit von Al-Andalus wurde der Ort El Nix genannt. Nach der Vertreibung der Mauren wurde der Ort von Siedlern aus anderen Teilen Spaniens neu bevölkert. Bis ins 20. Jahrhundert wurde in Enix Bergbau betrieben.